# Larinia vara
Larinia vara är en spindelart som beskrevs av Kauri 1950. Larinia vara ingår i släktet Larinia och familjen hjulspindlar. Inga underarter finns listade i Catalogue of Life.